# Emil Ballowitz
Emil Ballowitz (* 20. November 1859 in Greifswald; † 13. Mai 1936 in Münster) war ein deutscher Anatom, Zoologe und Hochschullehrer.

## Leben
Nach dem Abitur am Gymnasium studierte er Medizin an den Universitäten Greifswald und Freiburg im Breisgau. 1884 promovierte er zum Dr. med. an der Universität Greifswald und wurde Prosektor am anatomischen Institut der Universität Rostock. Das zahnärztliche Staatsexamen bestand er während des Wintersemesters 1886/87.
1888 wurde Emil Ballowitz Privatdozent und 1894 Professor und Prosektor am anatomischen Institut der Universität Greifswald. Im Jahre 1904 erhielt er den Ruf auf eine außerordentliche Professur für topographische Anatomie an die Universität Münster. Bereits im darauffolgenden Jahr wurde er in Münster ordentlicher Professor und blieb dort bis zu seiner Emeritierung. 1906 wurde er gleichzeitig Direktor des anatomischen und zoologischen Instituts in Münster. 1926 trat er in den Ruhestand.
Er lebte in Münster i. W., Hittorfstraße 10.

## Familie
1894 heiratete er Agnes geb. Pernice, Tochter von Hugo Pernice, Schwester von Erich Pernice. Sie hatten 5 Kinder, von denen drei überlebten: Agnes Correns, geb. Ballowitz, Charlotte Ballowitz, Kurt Ballowitz, verh. mit Leonore Ballowitz.

## Schriften
- Über den feineren Bau des elektrischen Organs des gewöhnlichen Rochen (Raja clavata 1). Bergmann, Wiesbaden 1897.
- Das elektrische Organ des afrikanischen Zitterwelses (Malopterurus electricus Lacépède). 1899.
- Die Entwickelungsgeschichte der Kreuzotter (Pelias berus Merr.). Teil 1. 1903.
- Ueber den Bau des Geruchsorgans der Cyclostomata (= Sitzungsberichte der Königlich Preussischen Akademie der Wissenschaften zu Berlin). 1904.
- Unsere Kenntnis von der Verkalkung der bleibenden Zähne und ihre Bedeutung für die zahnärztliche Praxis. 1923.
- mit Karl von Bardeleben: Die Eingeweide: Verdauungs- und Atmungsorgane, Harn- und Geschlechtsorgane. 4., völlig neu bearbeitete und verm. Auflage, Teubner, Leipzig 1928.

## Ehrungen
- 1905 Ehrendoktor der Philosophischen Fakultät der Universität Greifswald
- Verleihung des Titels Geheimer Regierungsrat